# Architis colombo
Architis colombo là một loài nhện trong họ Pisauridae.
Loài này thuộc chi Architis. Architis colombo được miêu tả năm 2007 bởi Santos.